# Lugar del fusilamiento de Blas Infante
El lugar del fusilamiento de Blas Infante se encontraba en un ámbito rural en las inmediaciones de un cortijo que estaba siendo usado por una organización asistencial llamada Consultorio de Niños de Pecho y Gota de Leche, o, simplemente, la Gota de Leche. Este lugar se encuentra al norte de la ciudad, en la conocida como Carretera de Carmona.
Blas Infante era un nacionalista andaluz de izquierdas que había participado en algunos partidos republicanos. El fusilamiento se produjo al norte de la ciudad de Sevilla en 1936 y en los años 80 se colocó un monumento en ese lugar, realizado en bronce y mármol blanco.

## Lugar
El sitio histórico comprende un espacio situado al margen de la carretera nacional IV, o Carretera de Carmona, en su kilómetro 4, coincidiendo con el actual nudo de la Gota de Leche, de la circunvalación de la SE-30, quedando emplazado en el ángulo noroeste de la intersección formada por ambas vías. 

## Monumento
La Fundación Blas Infante, en 1985, adquirió estos terrenos con el objeto de proceder a su identificación como lugar de interés histórico para Andalucía y para diseñar un espacio en donde levantar un monumento-homenaje a la figura de Blas Infante. En el lugar perdura aún el primitivo inmueble que sirvió como marco de aquel luctuoso suceso, el cortijo Gota de Leche, proyectado por Vicente Traver en torno a 1930.
El monumento, que comenzó a levantarse en 1983 y cuyo proyecto original del arquitecto José Ferrari sufrió con posterioridad modificaciones, se ha concebido como un espacio, a la manera de plaza rectangular, en el que se reparten parterres con vegetación y en cuyo extremo sur se encuentra el conjunto escultórico.
La composición, debida al escultor sevillano Sebastián Santos Calero y al arquitecto Juan Escribano, está formada por un basamento en el que se ubica un pedestal del que emergen dos columnas de mármol jónicas, las cuales sostienen una pieza de bronce en la que pueden leerse en la parte delantera: "Andalucía debe cumplir un ideal como realidad distinta y completa, como unidad espiritual viva, consciente y libre". Y en la parte trasera está escrito: "Viva Andalucía libre". 
En la zona superior se representan un grupo de palomas en el momento de desplegar sus alas para iniciar el vuelo, en alusión a la libertad deseada para Andalucía. 
En 2006 se completó, por iniciativa de la citada fundación, con la colocación de una escultura de bronce realizada por el mismo autor. La estatua tenía 2,10 metros de altura que representa a Blas Infante con los brazos abiertos en actitud consciente a la espera de recibir los disparos mientras se dirige al pueblo andaluz. La efigie está rodeada por ocho losas de metal, debidas al escultor Francisco Manuel Parra, alusivas a cada una de las provincias andaluzas, con sus respectivos escudos y presididas en la parte anterior por otra plancha con el escudo de Andalucía.
El día 10 de agosto de cada año la Fundación Blas Infante organiza un acto conmemorativo.